# Stablina
Stablina je mjesni odbor u Republici Hrvatskoj, u sastavu Grada Ploča, Dubrovačko-neretvanska županija. 
Stablina je prvobitno bilo naselje u neposrednoj blizini Ploča. Širenjem grada Ploča postaje i njegov sastavni dio. Sastoji se prvenstveno od privatnih kuća i nema visokih stambenih objekata. Nalazi se na južnom predjelu grada.
Većina stanovnika sadašnje Stabline sišla je prema Neretvi nakon Drugoga svjetskog rata i naselio se po naselju. Na području Stabline nalazi se veliki broj pretpovijesnih gomila i više nekropola srednjovjekovnih stećaka.
Župna crkva Gospe Fatimske počela se graditi 1971. godine. Kripta, koja je dovršena i blagoslovljena 1973., služila je kao župna kapela do 1998. Iznad kripte crkva je dovršena 1999., prema nacrtu arh. Vinka Galića iz Mostara. Crkva, projektirana u obliku ptice u letu, i zvonik uz nju, s dva zvona, obloženi su bračkim kamenom.
Stanovništvo Stabline se bavi trgovinom, poljoprivredom i ribolovom.

## Poznate osobe
- Tea Pijević, rukometašica

## Vanjske poveznice
- ploce.hr